# József Nagy (Fußballspieler, 1892)
József Nagy (* 15. Oktober 1892 in Budapest; † 22. Januar 1963 ebenda) war ein ungarischer Fußballspieler und -trainer.
Nagy arbeitete zeitweise in Italien, ehe er Mitte der 1930er-Jahre nach Schweden übersiedelte. Als einer von vier ungarischer Trainern neben Lajos Czeizler, Istvan Wampetits und Kálmán Konrád war er wesentlich an der Modernisierung des dortigen Fußballs beteiligt.

## Sportlicher Werdegang
Nachdem Nagy als Spieler von MTK Budapest reüssiert hatte und bis 1922 vier Meistertitel in Ungarn gewonnen hatte, startete er zu Beginn der 1920er Jahre seine Trainerkarriere in Schweden. Nachdem er zunächst den seinerzeitigen Spitzenklub IK Sleipner betreut hatte, übernahm er bei den Olympischen Sommerspielen 1924 die Betreuung der von einem Auswahlkomitee zusammengestellten schwedischen Nationalmannschaft und holte mit der Auswahlmannschaft die Bronzemedaille. Ab Sommer 1924 trainierte er IFK Malmö, anschließend ab 1925 IFK Uddevalla. Zwischenzeitlich war er 15 Monate lang in Deutschland tätig.
1928 ging Nagy nach Italien und übernahm das Traineramt beim siebenmaligen Meister US Pro Vercelli. Mit dem Klub qualifizierte er sich 1929 bei der Einführung der Serie A, dort rangierte jedoch die Mannschaft nur im mittleren Tabellenbereich. 1932 wechselte er innerhalb der Liga zum Vizemeister AGC Bologna, im Saisonverlauf ersetzte ihn der Klub jedoch durch den Brasilianer Achille Gama. Zur neuen Spielzeit verpflichtete ihn der seinerzeitige Rekordmeister CFC Genua, mit dem er am Saisonende aus der Serie A abstieg.
Als in Italien tätigen Trainer holte ihn der Svenska Fotbollförbundet im Sommer 1934 zurück zur Nationalmannschaft, bei der Weltmeisterschaftsendrunde 1934 betreute er die Mannschaft erneut. Anschließend kehrte er auch als Klubtrainer nach Schweden zurück und übernahm den Trainerposten beim IK Brage, den er 1937 in die Allsvenskan führte. Bei der Weltmeisterschaftsendrunde 1938 betreute er abermals die schwedische Mannschaft, während er mit dem Klub 1941 wieder abstieg. 1942 ging er nach Göteborg, wo er zunächst Reymersholms IK und anschließend IFK Göteborg trainierte. 1948 zog er zum Zweitligisten Åtvidabergs FF weiter, mit dem er zwar in die Allsvenskan aufstieg, aber nach dem direkten Wiederabstieg demissionierte. Es folgten noch Engagements im unterklassigen schwedischen Ligabereich bei IK Oddevold und Karlstad BK.

## Verweise